# Atelopus vogli
Atelopus vogli är en groddjursart som beskrevs av Müller 1934. Atelopus vogli ingår i släktet Atelopus och familjen paddor. IUCN kategoriserar arten globalt som utdöd. Inga underarter finns listade.